# Jan Delvigne
Jean Joseph (Jan) Delvigne (Amsterdam, 2 november 1943 – Ezinge, 21 juli 2014) was fysisch geograaf en mede-oprichter van Museum Wierdenland te Ezinge.
Jan Delvigne werd geboren in Amsterdam en studeerde fysische geografie aan de Universiteit van Amsterdam. Omdat hij in een woestijngebied onderzoek wilde doen, werkte hij na zijn afstuderen enige tijd aan de universiteit van New South Wales in Sydney. Daarna volgde zijn benoeming als universitair docent bij de Vakgroep Fysische Geografie en Bodemkunde bij de Rijksuniversiteit Groningen. In 1978 ging hij in Ezinge wonen en ontdekte daar het Groninger landschap. ‘Vanuit mijn woning aan de oostkant van het dorp, zag ik het weidse landschap en het uitzicht op de grens van het weidegebied met zijn geringe reliëf, en het Hogeland met zijn akkerbouw. Toen dacht ik: dit is mijn plekje’ . Al vrij snel werd Delvigne actief in de lokale gemeenschap. Er ontstond een lokale partij KOE (Kijk op Ezinge) met als doel het welzijn en de welvaart van de bewoners te bevorderen. In het partijprogramma stond ook dat er iets gedaan moest worden aan de geschiedenis van de opgravingen van Albert van Giffen in de periode 1920-1930. Delvigne maakte deel uit van een werkgroep die zich bezighield met het realiseren van een museum . Na zijn voordrachten over de wordingsgeschiedenis van het gebied ontstond de Streekhistorische Vereniging Middagherland. In 1989 kwam mede door zijn inspanningen de Stichting Museum Wierdenland tot stand. Toen door de gemeentelijke herindeling in 1990 Ezinge opging in de gemeente Winsum, kwam het gemeentehuis vrij. Dit werd de locatie van het museum dat in 1994 werd geopend. In 2009 verhuisde het museum naar een voormalig schoolgebouw uit 1878 en werd het tevens een archeologisch informatiepunt voor Middag-Humsterland.
Van 1979-1984 maakte Delvigne als vicevoorzitter deel uit van de redactie van het Geografisch Tijdschrift.
Hij was Ridder in de Orde van Oranje Nassau.

## Wetenschappelijk werk
Delvigne was een groot kenner van het Reitdiepgebied, waarover hij regelmatig publiceerde. Voor studenten sociale geografie van de Rijksuniversiteit Groningen verzorgde hij jarenlang het veldwerk fysische geografie in de omgeving van Denekamp ‘omdat de landschappelijke samenhangen duidelijker zichtbaar zijn in een gebied met veel relief’ .
Vanaf 1989 was hij nauw betrokken bij het veldonderzoek van het GIA (Groningen Institute of Archeology) in de mediterrane wereld (midden en zuid-Italië) en op de Krim

## Publicaties, een selectie
- Westelijk Groningen. Wording van het landschap tussen Drents Plateau en Waddenzee, Geografisch Tijdschrift, 1987, XXI(3), pp. 258-276 (met Chr. van Welsenes)
- De geschiedenis van Westerwolde, 1. Het Landschap, Groningen 1991 (met G.J. Koopman)
- De sluizen van Aduarderzijl en hun 17e eeuwse voorgangers, Stad en Lande, 1993, 2(1), pp. 2-7 (met J. Woltjer)
- De wierde van Ezinge op de schop, Streekhistorische Vereniging Middagherland, Ezinge, 1994
- Vroeger in Middag. Uit de historie van de gemeente Ezinge, Uitgeverij Profiel, Bedum, 1994 (met L.M. Pronk-Wiersema en H. Scherings (red.))
- Het Reitdiepgebied. Boedelbeschrijving van een rijke erfenis (red. met Hans Elerie), REGIO-PRojekt, Groningen, 1994
- Archeologie en landschapsontwikkeling. Een case study naar landschappelijke veranderingen in de proto-historie en vroeg-Romeinse periode in de Agro Pontino, Italië, Tijdschrift voor Mediterrane Archeologie 1990, 5, 18-28 (met P. Attema en  B.J. Haagsma)
- Habitation on plateau I of the hill timpone della motta (Franca villa marittima, Italy): a preliminary report based on surveys, test pits and test trenches, Palaeohistoria 39, 40 (1997-1998): Institute of Archaeology, Groningen (met P. Attema, E. Drost en M. Kleibrink)
- Recenti Ricerche nei pressi di timpone della motta, vicino Franca, villa marittima (Calabria) Atti della XXXVII riunione scientifica dell’istituto italiano di preistoria e protostoria, volume II: preistoria e protostoria della Calabria, 2005, pp.825-833 Met Peter Attema en Martijn van Leusen
- Settlement dynamics and alluvial sedimentation in the Pontine Region, Central Italy: a complex relationship, Geoarchaeology of the Landscapes of Classical Antiquity 5, 35 (met P. Attema)

- International Standard Name Identifier: 0000 0003 6891 3853
- Nederlandse Thesaurus van Auteursnamen: 315572647
- Virtual International Authority File: 280171923
- WorldCat: E39PCjDpXxFtccK3PXpDJKtMyd